# Saint-Hilaire (Aude)
Saint-Hilaire é uma comuna francesa na região administrativa de Occitânia, no departamento de Aude. Estende-se por uma área de 23,02 km². Em 2010 a comuna tinha 790 habitantes (densidade: 34,3 hab./km²).